# متصل وغير متصل
مصطلحات " متصل؛ أونلاين (بالإنجليزية: Online)‏" و"غير متصل؛ أوفلاين (بالإنجليزية: offline)‏" لها معان محددة فيما يتعلق بتكنولوجيا الكمبيوتر والاتصالات. على الرغم من أن التعبير العامي الشائع يشير تحديدا إلى الاتصال بالإنترنت، التعريف العام في «الإنترنت» تشير كملة «متصل» إلى حالة من الاتصال بشبكة الإنترنيت، وتشير كلمة «غير متصل» إلى الانقطاع عنها.
ولكن تم تمديد مفاهيم الحوسبة والاتصالات السلكية واللاسلكية من معانيها في مجال التفاعل بين الإنسان والمحادثة، مثل أنه حتى غير متصل يمكن أن تستخدم على النقيض من الاستعمال الشائع من على الإنترنت. على سبيل المثال، والمناقشات التي تجري خلال اجتماع عمل هي «متصل بالإنترنت»، في حين أن المشكلات التي لا تهم جميع المشاركين في هذا الاجتماع ينبغي أن عبارة «غير متصل» -عبارة عن تواصل خارج الاجتماع.

## تعريفات قياسية
في تكنولوجيا الحاسوب واتصال عن بعدالاتصال وعدم الاتصال تم تعريفهم من قبل ستاندرد الاتحادية 1037C هي حالات أو أطوار من «جهاز أو معدات» أو من «وحدة وظيفية». لكى يعد جهازا متصلا بالإنترنت، فإنه يجب أن تنطبق عليه الشروط التالية:
- تحت السيطرة المباشرة لجهاز آخر
- تحت السيطرة المباشرة للنظام الذي يقترن به
- متوفر للاستخدام الفوري عند الطلب من قبل النظام دون تدخل بشري

في المقابل، فإن الجهاز الذي هو غير متصل لايفى بأي من هذه المعايير (على سبيل المثال، يتم قطع مصدر الطاقة الرئيسي أو تم إيقافه، أو غير مزود بالطاقة).

### البريد في حال عدم الاتصال
مثال واحد من الاستخدام المشترك لهذه المفاهيم مع البريد الإلكتروني هو عميل بريد إلكتروني (MUA) الذي يمكن أن يكون قد أعطي تعليمات إما متصل بالإنترنت أو غير متصل بالإنترنت. واحدة من تلك MUA هو مايكروسوفت آوتلوك. عندما تكون متصلا بالإنترنت فإنها ستحاول الاتصال بخدمة البريد (للتحقق من البريد الجديد على فترات منتظمة، على سبيل المثال)، وعندما تكون غير متصلا فإنه لن تبذل محاولة لجعل أي اتصال من هذا القبيل. لا تعكس حالة متصل أو غير متصل ب MUA بالضرورة حالة الاتصال بين الكمبيوتر الذي كان يعمل والإنترنت. وهذا هو، جهاز الكمبيوتر نفسه قد يكون متصلا بالإنترنت عن طريق مضمان كبلي أو غيرها من الوسائل، بينما أوتلوك يتم الاحتفاظ غير متصل من قبل المستخدم، بحيث لا تتم أي محاولة لإرسال أو استقبال الرسائل. وبالمثل، قد يتم تكوين جهاز كمبيوتر لتوظيف اتصال الطلب الهاتفي على الطلب (كما هو الحال عندما تطبيق مثل أوتلوك محاولات لإجراء محاولة اتصال إلى الخادم)، ولكن قد لا يرغب المستخدم أوتلوك ليجيب تلك الدعوة قد تم وضعه للتحقق من البريد.

### عرض الميديا دون الاتصال بالإنترنت
مثال آخر على استخدام هذه المفاهيم هو تكنولوجيا صوت رقمي. جهاز تسجيل، برامج تحرير الصوت، أي جهاز آخر على الإنترنت هو واحد الذي تدار الساعة الخاصة به تحت سيطرة الساعة من الجهاز الرئيسي المتزامن. عندما يبدأ تشغيل المزامنة الرئيسية، فإن الجهاز يقوم تلقائيا بالمزامنة على الإنترنت مع السيرفر الرئيسى والبدء في التشغيل من نفس النقطة في التسجيل. الجهاز عندما يكون غير متصلا لا يستخدم مرجعية الساعة الخارجية ويعتمد على ساعته الداخلية. عندما يتم توصيل عدد كبير من الأجهزة لدى المزامنة الرئيسية في كثير من الأحيان يكون ذلك مناسبا وإذا كان أحد يريد أن يستمع فقط إلى إخراج جهاز واحد، يجب أخذه بصفة غير متصل لأنه، إذا تم تشغيل الجهاز مرة أخرى بصفته متصلا، فإن كل الأجهزة المتزامنة يجب أن تحدد نقطة التشغيل وتكون في انتظار كل جهاز آخر ليكون في تزامن. (للمناقشة ذات الصلة رؤية ميدى تايم كود، كلمة متزامنة، وتسجيل نظام تزامن.)

### التصفح دون اتصال بالإنترنت
والمثال الثالث من الاستخدام المشترك لهذه المفاهيم هو متصفح ويب وهذا يمكن أن يكون في حالة الاتصال أو حالة عدم الاتصال. المتصفح يجرى محاولات لجلب صفحات من الخوادم عندما يكون في حالة الاتصال.
في حالة عدم الاتصال يمكن للمستخدمين إجراء التصفح بدون اتصال، حيث يمكن تصفح الصفحات باستخدام النسخ المحلية من تلك الصفحات إلى تم إنزالها عندما كانت في حالة الاتصال. قد يكون هذا مفيدا عندما يكون الكمبيوتر غير متواجد حاليا أو غير متصلا بالإنترنت. يتم تحميل الصفحات إما ضمنا في الحيز الخاص ذاكرة التخزين المؤقت أو الكاش كنتيجة أن متصفح الويب يقوم مسبقا بالتصفح على الإنترنت أو من قبل المستخدم بموجب متصفح أوفلاين يقوم بالحفاظ على النسخ المحلية من بعض صفحات الويب في حالة عدم الاتصال، ويتم تحديثها عندما يكون المتصفح في حالة الاتصال، ويتم التأكد من أن النسخ المحلية يتم تحديثها بصورة منتظمة عندما يتم تشغيل المتصفح في حالة الاتصال. هذا متصفح ويب يكون قادرا على تحميل الصفحات ليتم تصفحها دون الاتصال مثال ذلك إنترنت إكسبلورر عند إضافة الصفحات إلى قائمة المفضلة، وهي يمكن أن تكون علامة لتكون «متاحة للتصفح دون اتصال». سيقوم إنترنت إكسبلورر بتحميل النسخ المحلية لكل من الصفحات المعلمة، اختياريا
أو عن طريق فحص النسخ المحلية لنرى ماإذا كان قد تم تحديثها، وكل الصفحات التي ترتبط بها في إنترنت إكسبلورر 6 فإن مستوى الروابط المباشرة وغير المباشرة. ثم المساحة القصوى لوسائط التخزين المطلوب استخدامها، وفحص النسخ المحلية التي تم تنزيلها للتأكد من أنها تم تحديثها.
For communities that lack adequate Internet connectivity—like developing countries, rural areas, and prisons—off-line information stores like the المكتبة الرقمية الإلكترونية Digital Library (a collection of approximately 30 million educational resources from more than 2,000 Web sites and hundreds of CD-ROMs) provide off-line access to information. Numerous organizations have developed, or are developing, flash memory chips with collections of educational materials for off-line use in smartphones, tablets, and laptops.

## التعميمات
الاتصال وغير الاتصال، قد تم تعميمه للتمييز بين الحوسبة والاتصالات السلكية واللاسلكية في مجال العلاقات الشخصية البشرية. تمييز ماهو متصل أي متواجد حاليا أو غير متواحد قد اعتبر وأصبح موضوعا للدراسة في مجال علم الاجتماع.
التمييز بين الاتصال وعدم الاتصال ينظر إليه تقليديا مثل التمييز بين الاتصالات الحاسوبية والاتصالات وجها لوجه (على سبيل المثال، وجها لوجه) respectivement. الإنترنت هو الواقعية أو الفضاء الإلكتروني، والواقع هو حاليا (أي الحياة الحقيقية or حياة واقعية). Slater states that this distinction is "obviously far too simple". To support his argument that the distinctions in relationships are more complex than a simple online/offline dichotomy, he observes that some people draw no distinction between an on-line relationship, such as indulging in جنس عبر الإنترنت، and an offline relationship, such as being صداقة بريديةs. He also argues that even the هاتف can be regarded as an online experience in some circumstances, and that the blurring of the distinctions between the uses of various technologies (such as مساعد رقمي شخصي and هاتف محمول، تلفزة عبر الإنترنت and إنترنت، and هاتف and الصوت عبر الإنترنت) has made it "impossible to use the term on-line meaningfully in the sense that was employed by the first generation of Internet research".
Slater asserts that there are legal and regulatory pressures to reduce the distinction between online and offline, with a "general tendency to assimilate online to offline and erase the distinction," stressing, however, that this does not mean that online relationships are being reduced to pre-existing offline relationships. He conjectures that greater legal status may be assigned to online relationships (pointing out that contractual relationships, such as business transactions, online are already seen as just as "real" as their offline counterparts), although he states it to be hard to imagine courts awarding palimony to people who have had a purely online sexual relationship. He also conjectures that an online/offline distinction may be seen by people as "rather quaint and not quite comprehensible" within 10 years.
This distinction between online and offline is sometimes inverted, with online concepts being used to define and to explain offline activities, rather than (as per the conventions of the سطح المكتب (حوسبة) with its desktops, trash cans, folders, and so forth) the other way around. Several cartoons appearing in النيويوركر have satirized this. One includes بطرس asking for a username and a password before admitting a man into Heaven. Another illustrates "the off-line store" where "All items are actual size!" shoppers may "Take it home as soon as you pay for it!" and "Merchandise may be handled prior to purchase!"